# Fator XII
O fator de coagulação XII, também conhecido como fator de Hageman, é uma proteína plasmática. Ele é o zimogênio

## Função
O fator XII faz parte da cascata de coagulação e ativa, in vitro, o fator XI e a precalicreína. O factor XII é ativado em XIIa através do contato com superfícies carregadas negativamente. Esse é o ponto inicial da via intrínseca. O fator XII pode ser utilizado também para começar cascatas de coagulação em estudos laboratoriais.

A cascata de coagulação

In vivo, o fator XII é ativado por poliânions. Plaquetas ativadas secretam polímeros inorgânicos como os polifosfatos. O contato com polifofatos ativa o fator XII e leva ao início de formaçção de fibrina ple via intrínseca da coagulação, com importância crítica na formação de trombos. Adição de polifosfatos é capaz de promover melhora da coagulação plasmática, deficiente em pacientes da  síndrome de Hermansky-Pudlak, mais uma indicação que esse polímero inorgânico é capaz de ativar o fator XII in vivo. A ativação plaquetária por polifosfato do fator XII fornece a ligação entre a hemostase primária (formação do "plug" plaquetário) à hemostase secundária (formação da trama de fibrina).